# پولکوونیک ایوانووو
پولکوونیک ایوانووو (به بلغاری: Polkovnik Ivanovo) یک منطقهٔ مسکونی در بلغارستان است که در شهرستان دوبریچکا واقع شده‌است.